# Pawszyno
Pawszyno (ukr. Павшино) – wieś na Ukrainie w rejonie mukaczewskim obwodu zakarpackiego.